# Caccobius callosifrons
Caccobius callosifrons är en skalbaggsart som beskrevs av D Orbigny 1905. Caccobius callosifrons ingår i släktet Caccobius och familjen bladhorningar. Inga underarter finns listade.